# Cantone di Tisaleo
Il cantone di Tisaleo è un cantone dell'Ecuador che si trova nella provincia del Tungurahua.
Il capoluogo del cantone è Tisaleo.